# ゴールデンロマンスを私に
『ゴールデンロマンスを私に』（ゴールデンロマンスをわたしに）は、1997年11月25日から同年12月23日まで名古屋テレビの『ドラマランド11』枠で放送されたテレビドラマ。同枠放送ドラマの第8弾。全5回。放送時間は毎週火曜 23:25 - 23:55 (JST) 、最終回のみ1時間スペシャルとして23:55 - 24:55に放送。

## あらすじ
館林ひばりは富豪の家に育ち、美貌と抜群のスタイルを持つ皆に愛される女の子。恋人の徹にプロポーズされた時、ひばりはそこに居合わせた女性の「苦労したから幸せを実感できる」との言葉を耳にする。自分の人生に疑問を感じたひばりは、徹のプロポーズを断り、アパートを探し、地下街の清掃作業の職に就き、自分の力で本物の恋を見つけようと決意する。そんなある日、ひばりはたまたま入ったうどん店で貧相な男性に出会う。

## キャスト
- 館林ひばり - 佐藤康恵
- 慎太郎 - 柳ユーレイ
- 苑子 - 山田純世
- 比留間徹 - アキラUSA

## 備考
ひばり役の佐藤が、当時出演していたNHK教育テレビの『イタリア語会話』で習得したイタリア語を披露するシーンがあった。
| 名古屋テレビ 火曜23:25枠（『ドラマランド11』） | 名古屋テレビ 火曜23:25枠（『ドラマランド11』）       | 名古屋テレビ 火曜23:25枠（『ドラマランド11』） |
| 前番組                                         | 番組名                                               | 次番組                                         |
| ---------------------------------------------- | ---------------------------------------------------- | ---------------------------------------------- |
| DRIVEしたいのに （23:25 - 23:55）              | ゴールデンロマンスを私に （1997年11月 - 1997年12月） | 大安吉日が永すぎて （23:25 - 23:55）           |